# Exane
Exane, llamada a veces Exane BNP Paribas es una sociedad de inversión en mercados financieros europea participada al 100% por el banco francés BNP Paribas. Fue creada en 1990 y se ha especializado en intermediación, derivados de renta variable y gestión de activos. Su CEO es Nicolas Chanut.

## Historia
Exane fue creada en 1990 por cuatro excorredores británicos, entre ellos James Capel y Éric Berthelot, director de Finacor Bourse. El nombre Exane es un acrónimo procedente de las palabras "expertos" y "análisis". Tras 17 años de colaboración con el BNP Paribas al 50%, en 2021 el banco francés se hizo con el 100% de la sociedad.
En marzo de 2023 fue allanada la sede de la empresa como parte de una investigación judicial abierta en 2021 por evasión fiscal agravada.